# Južna Karolina
Júžna Karolína (angleško South Carolina, [sáuf karolájna]) je zvezna država na jugovzhodu ZDA. Bila je med trinajstimi kolonijami, ki so začele boj za neodvisnost od 	kraljevine Velike Britanije, ime pa je dobila po britanskem kralju Karlu I.